# Capurro (San José)
Capurro ist eine Ortschaft in Uruguay.

## Geographie
Capurro befindet sich auf dem Gebiet des Departamento San José in dessen Sektor 2. In einigen Kilometern nordwestlicher Entfernung liegt Rodríguez. An der im Osten verlaufenden, vom Arroyo de la Virgen gebildeten Grenze zum Nachbardepartamento Florida ist Ituzaingó gelegen. Unweit südöstlich des Ortes hat der nächstgelegene Nachbarort 18 de Julio seinen Platz.

## Infrastruktur
Durch Capurro führt die Ruta 11 sowie die Eisenbahnlinie Montevideo - San José - Colonia.

## Einwohner
Die Einwohnerzahl von Capurro beträgt 517 (Stand: 2011), davon 257 männliche und 260 weibliche.
| Jahr | Einwohner |
| ---- | --------- |
| 1963 | 126       |
| 1975 | 123       |
| 1985 | 328       |
| 1996 | 390       |
| 2004 | 580       |
| 2011 | 517       |

Quelle: Instituto Nacional de Estadística de Uruguay